# Obba
| Farben | Gelb und Rosa |
| Zahlen | 9             |

Obba (brasil.: Obá) ist in der Religion der Yoruba und in der brasilianischen Religion Candomblé eine kriegerische Wassergöttin, ein Orisha bzw. Orixá (Göttin).

## In Afrika
In Afrika ist sie die Orisha des Seehandels. Sie ist die Göttin des Flusses Oba.

## Legenden
Die Legenden berichten, dass Obá in konfliktreiche Situationen von Eifersucht, Vergewaltigung und Demütigung verwickelt ist.
Die Legende Obá wird von Ogum vergewaltigt / Obá é possuída por Ogum erzählt von Obá als kriegerischer Göttin, die den tapferen Krieger Ogum zum Kampf herausfordert. Ogum bereitete sich jedoch mit einer Opfergabe auf diese Auseinandersetzung vor, so dass Obá verlieren muss. Als sie hinfällt, reißt er ihr die Kleider vom Leib, vergewaltigt sie und wird so zu ihrem ersten Mann. Später raubt Xangô sie von Ogum.
Die Legende Obá schneidet sich wegen Oxum ihr Ohr ab / Obá corta a orelha induzida por Oxum berichtet von einem eifersüchtigen Konflikt mit Oxum, die wie sie mit Xangô verheiratet ist. Oxum war die bevorzugte Ehefrau von Xangô. Um seine Liebe zu gewinnen, folgte Obá daher dem Rat der Rivalin, schnitt sich ein Ohr ab und mischte es unter Xangôs Essen. Als dieser dies bemerkte, wurde er fürchterlich wütend und verstieß beide. Aus Verzweiflung verwandelten sie sich in Flüsse, die in wilden Stromschnellen zusammenfließen und damit die Rivalität der beiden Göttinnen symbolisieren.
Die Legende Obá provoziert den Tod des Pferdes von Xangô / Obá provoca a morte do cavalo de Xangô erzählt von der Heirat von Obá und Xangô in Cossô. Da Xangô aber gerne Länder und Frauen eroberte, heiratete er kurz darauf auch Oiá / Iansã und Oxum. Alle drei Frauen kämpfen um die Liebe von Xangô. Obá schenkt ihm ein weißes Pferd, doch er blieb lange auf Kämpfen weg mit seiner zweiten Frau Oiá. Obá ließ sich vom Orakel den Ratschlag geben, den Schwanz eines Pferdes zu opfern. Oxum schnitt aber nicht nur den Büschel ab, sondern den ganzen Schwanz des Pferdes, so dass es an seinen Verblutungen starb. Als Xangô vom Krieg zurückkehrte, sah er nur den Haarbüschel seines geliebten Pferdes und verstieß daraufhin Obá.
Obá ist die Tochter von Iemanjá und Oxalá. Sie ist mit Xangô verheiratet. Allerdings ist sie auch die Schwester von Oxum.

## Symbol
Der ihr geweihte Tag ist der Mittwoch. Ihre Farben sind das Rot, ihre Elemente das Feuer und das unruhige Wasser. Ihre Symbole sind ein Schwert aus Kupfer sowie Pfeil und Bogen. Sie wird gegrüßt mit „Obá Siré!“

## Erscheinungsbild
Wie Euá vereint Obá in sich Wasserqualitäten und kämpferische Elemente, aber geht darüber hinaus, so dass ihre Elemente sowohl das Wasser als auch das Feuer sind. Deshalb ist ihre Farbe das Rot. Während Euá ausschließlich weiblich ist, trägt Obá hingegen am meisten von allen Wassergöttinnen etwas Männliches in sich.
Wie Oxum manifestiert sie sich auch in Wasserfällen und Flüssen. Während sie im Glauben des Candomblé das unruhige Wasser ist, ist Oxum das ruhige Wasser.
Die ihr Geweihten, die sogenannten filhas- und filhos-de-santo, sind Frauen mit starkem Temperament, besitzergreifend, treu, verbittert, eifersüchtig und vom Leben enttäuscht. Ihr psychologischer Archetypus ist das von Frauen, die sich ihrer Kraft bewusst sind, um die sie im gesellschaftlichen Kontext kämpfen. Sie misst sich mit jedem Mann, außer mit dem Mann ihres Herzens. Wenn sie liebt, verschwindet ihr eigenes Ich. Obá überwindet die Qual zu leben, ohne geliebt zu werden. Im alltäglichen Leben zeigen sie daher ihre Minderwertigkeitskomplexe, indem sie sich häufig stumm und unflexibel zeigen, obwohl ihr Lebensantrieb der der Liebe ist. Ihre Aggressivität rührt von einem defensiven Verhalten. Viele von ihnen sind aus enttäuschter Liebe sehr erfolgreich in ihrer Karriere bzw. in ihrem beruflichen Leben.
Da sie eine große Göttin ist, wird sie als Iyá Agbá begrüßt und steht in direktem Bezug zu den Hexen, den Iá Mi Oxorongá.
Im Glauben des Candomblé ist sie die Schützerin der Familie.